# 有翼祭坛画

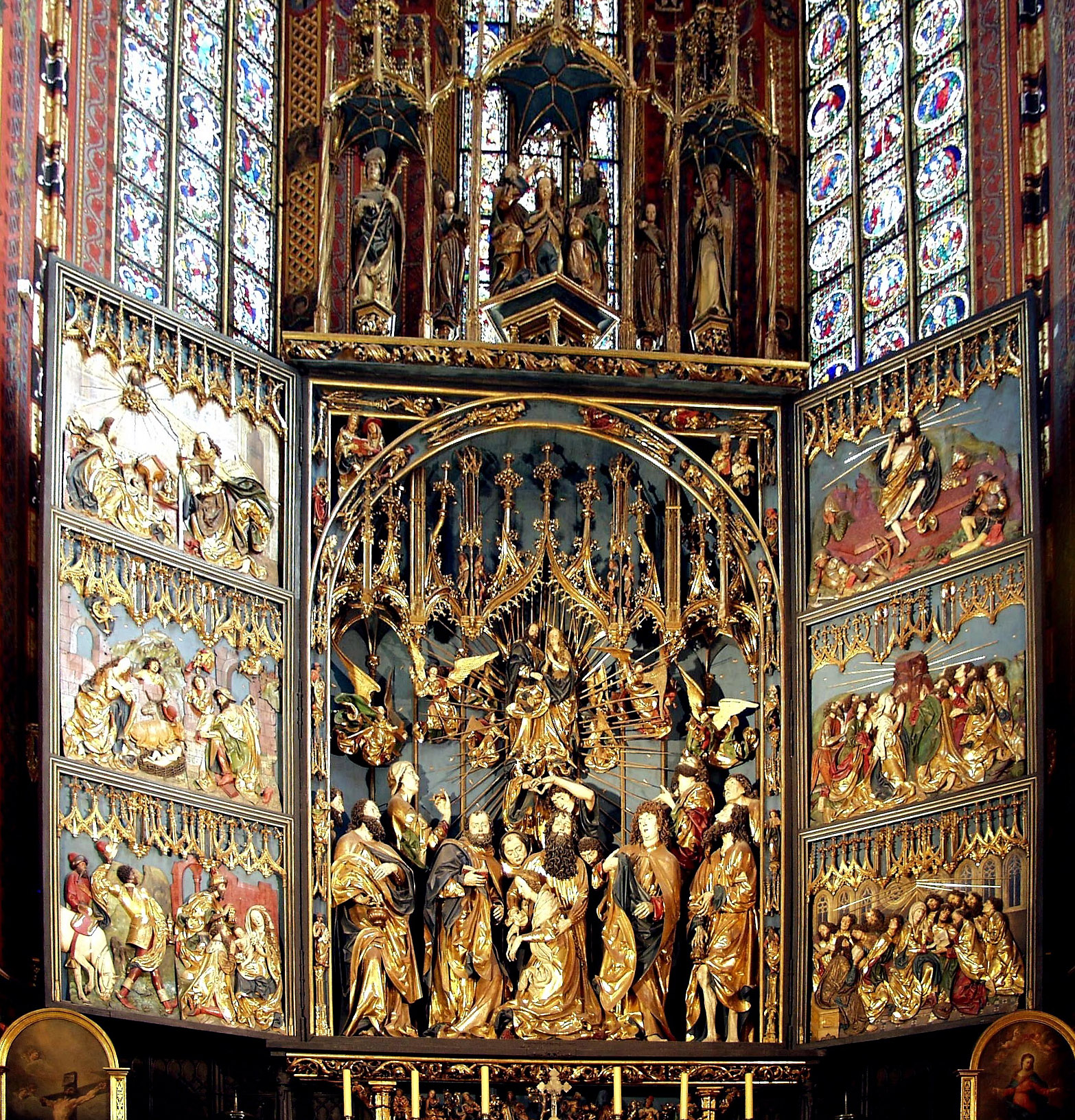

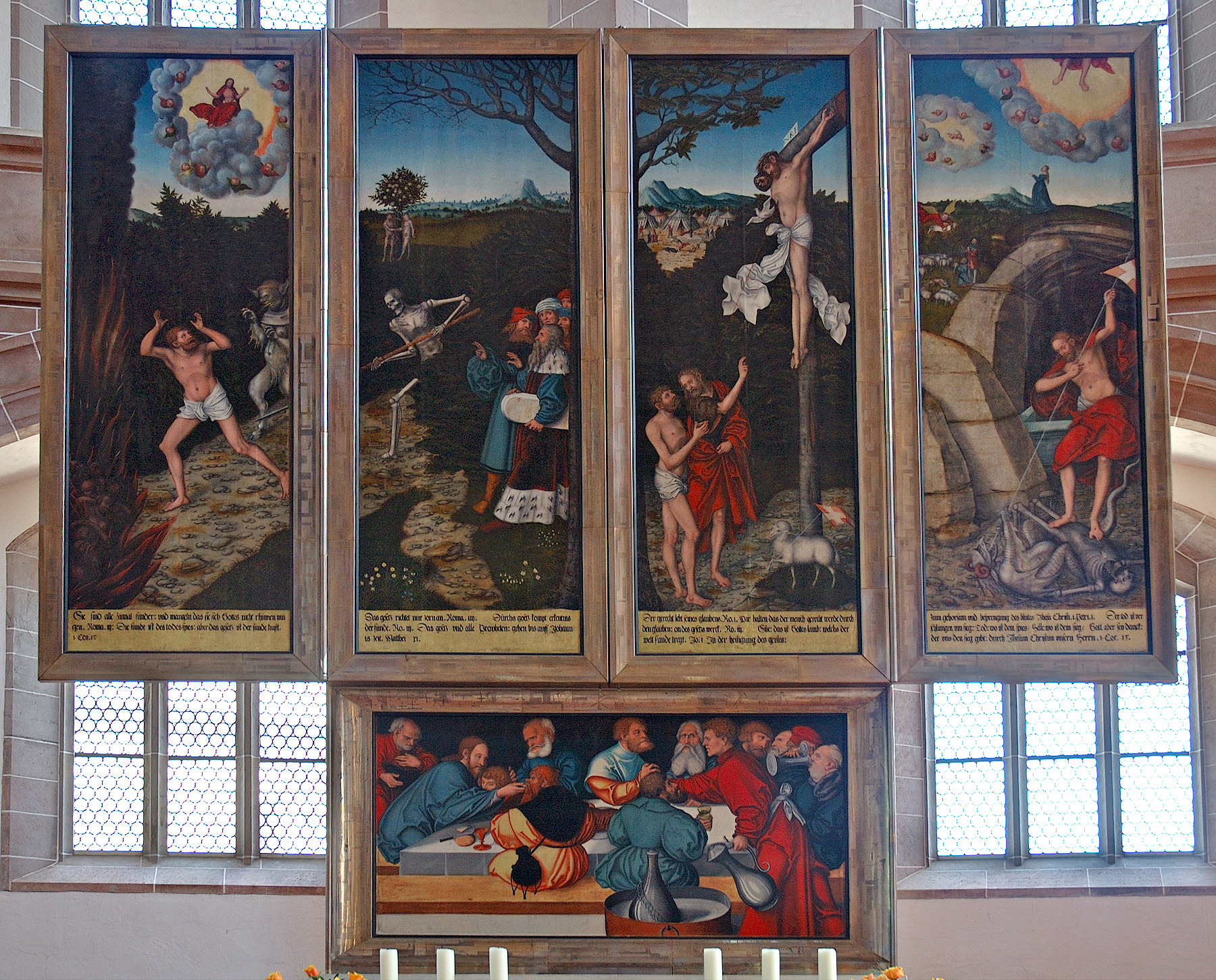

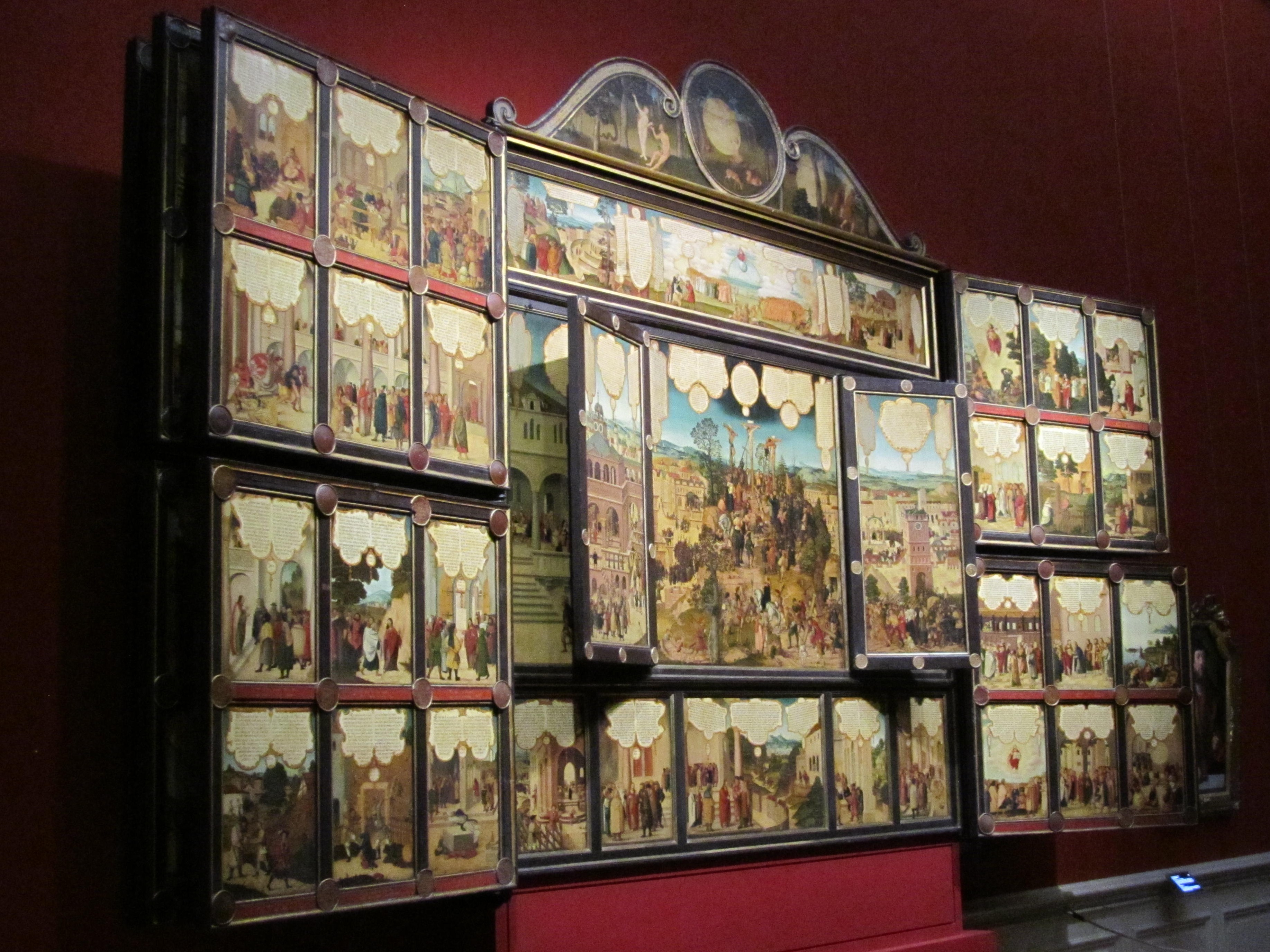

有翼祭坛画（英語：Winged altarpiece）是一种特殊形式的祭壇畫，常见于中欧，有翼祭坛画分為多個版塊，每個版塊都是一幅畫或浮雕，並且人們可以折疊有翼祭坛画。